# Halvdan Koht
Halvdan Koht (født 7. juli 1873 i Tromsø, død 12. december 1965) var norsk historiker og Norges udenrigsminister 1935-1941. Efter 2. verdenskrig blev han stærkt kritiseret for en mangelfuld forsvarspolitik og en fejlslået neutralitetspolitik. Men Koht viste vilje til kamp, da krigen først brød ud den 9. april. Han afviste det tyske ultimatum og udformede kong Haakons erklæring til folket.
Koht var engageret i international fredspolitik i  1900'erne og under 1. verdenskrig. Det skaffede ham en central plads i det norske udenrigspolitiske fagmiljø fra århundredskiftet til 2. verdenskrig. Koht var medlem af Den Norske Nobelkomite 1919–1937 og 1941–1942. Koht var desuden en central aktør i den norske sprogstrid fra 1890'erne til slutningen af 1930'erne. Fra 1921 til 1925 var han formand for Noregs Mållag.